# کامینو (کالیفرنیا)
کامینو (به انگلیسی: Camino) یک منطقهٔ مسکونی در ایالات متحده آمریکا است که در شهرستان ال دورادو، کالیفرنیا واقع شده‌است. کامینو ۵٫۸۲۸ کیلومتر مربع مساحت و ۱٬۷۵۰ نفر جمعیت دارد و ۹۵۵ متر بالاتر از سطح دریا واقع شده‌است.